# Buchholz (Ziesendorf)
Buchholz ist ein Ortsteil der Gemeinde Ziesendorf südlich von Rostock in Mecklenburg-Vorpommern (Deutschland). 

## Geschichte
Buchholz wurde erstmals zur Mitte des 14. Jahrhunderts urkundlich erwähnt.
Im Ort wohnen derzeit etwa 300 Menschen, hauptsächlich im neuen Wohngebiet „Küstersumpf“. Der Ort liegt südlich von Rostock direkt an der Schwaaner Landstraße. Orte in der näheren Umgebung sind Niendorf, Ziesendorf, Wahrstorf, Huckstorf und Benitz.
Die Landwirtschaft spielt in Buchholz kaum noch eine Rolle; auch Industriebetriebe sind im Ort nicht vorhanden. Einzig der Reiterhof ist wirtschaftlich von Bedeutung. 
Im Frühjahr 1946 wurde in Buchholz eine Gruppe von fünf Jugendlichen durch das NKWD verhaftet und durch ein sowjetisches Militärtribunal verurteilt. Ein 18-Jähriger wurde erschossen, die anderen erhielten 10 Jahre Arbeitslager. 1993 erfolgte die Rehabilitierung der ganzen Gruppe durch die russische Generalstaatsanwaltschaft.
Der Autor und ehemalige Bürgermeister der Gemeinde Ziesendorf, Klaus Frühauf, lebte in Buchholz.

## Kirche

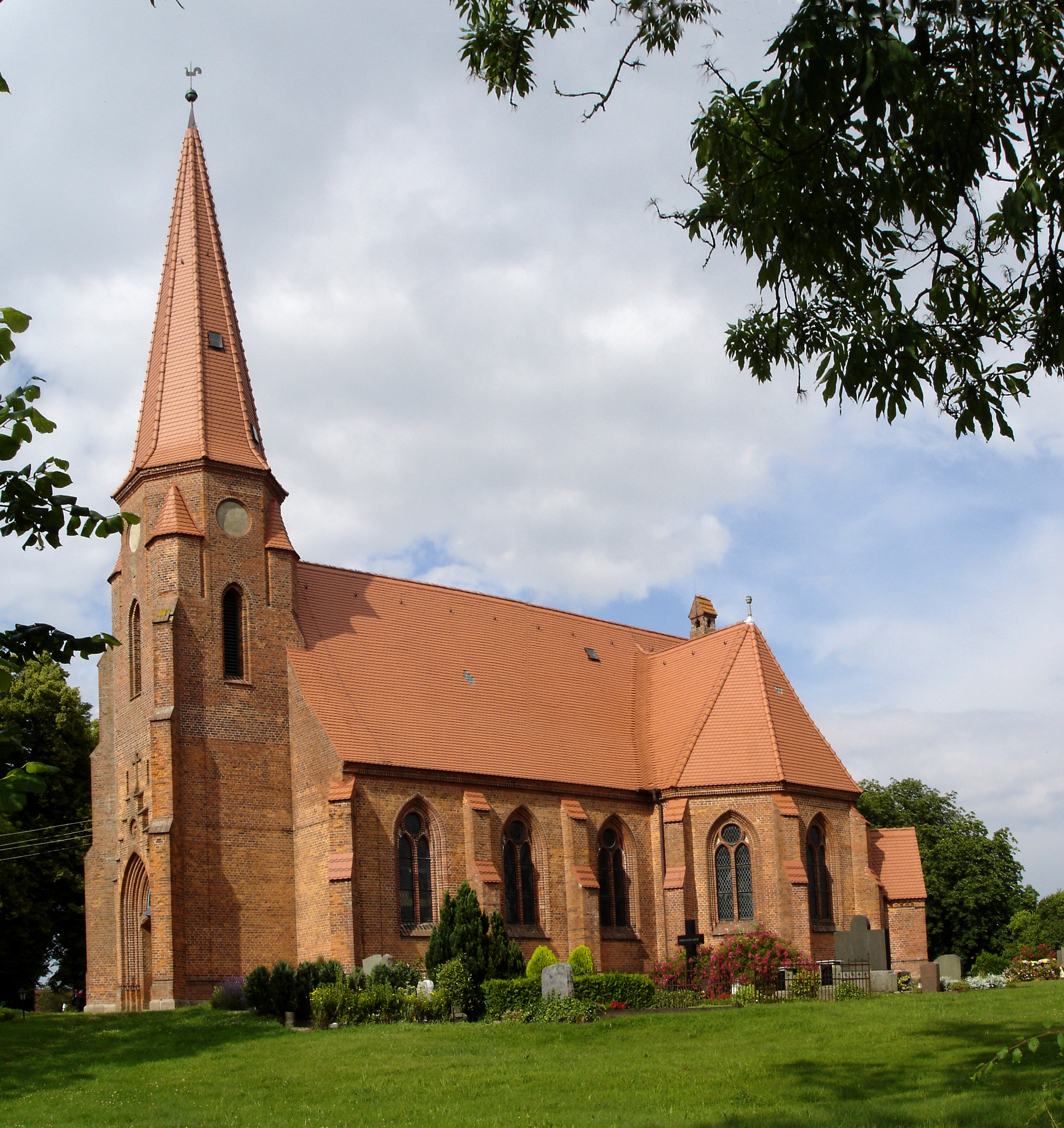
Dorfkirche Buchholz

Im Ort befindet sich eine neogotische Kirche. Sie wurde in den Jahren 1876 bis 1878 erbaut und ist die Kirche der evangelisch-lutherischen Kirchgemeinde Buchholz. Zur Kirchgemeinde gehört neben Buchholz auch Benitz, Brookhusen, Buchholz-Heide, Fahrenholz, Groß Bölkow, Huckstorf, Nienhusen, Pölchow, Wahrstorf und Ziesendorf.
Bis zum Anfang des vorigen Jahrhunderts wurde die Kirche mehrfach restauriert. Zur Zeit des Nationalsozialismus und der DDR wurden, da die Institution Kirche seitens des Staates nicht gefördert wurde, kaum Mittel für die Erhaltung der Kirche zur Verfügung gestellt. Deswegen war der Zustand des Gebäudes zum Zeitpunkt der politischen Wende besorgniserregend. Das Dach war undicht, was zu Schäden im Inneren geführt hatte; die Fugen des Mauerwerks waren großflächig ausgebrochen und Dachstuhl, Gestühl und Altar durch das eindringende Wasser beschädigt.
Durch Bildung eines Fördervereins konnten wichtige Sanierungen vorgenommen werden, und es wurden Mittel zur Verfügung gestellt, um die Kirche in den Abendstunden anzuleuchten.